# Bangladeshs Davis Cup-lag
Bangladeshs Davis Cup-lag styrs av Bangladeshs tennisförbund och representerar Bangladesh i tennisturneringen Davis Cup, tidigare International Lawn Tennis Challenge. Bangladesh debuterade i sammanhanget 1986, och spelade i semifinal Asien-Oceanienzonens Grupp II 1989.